# ギター・スリム
ギター・スリム (Guitar Slim、1926年12月10日 - 1959年2月7日) は、アメリカ合衆国のブルース、R&B・ギタリスト、シンガー。1950年代にルイジアナ州ニューオーリンズのシーンから登場し、スペシャルティ、アトコにレコーディングを残した。彼の音楽をひと言で表現するならば、豪快という言葉が相応しい。プレイもさることながら、当時のステージもカラフルなスーツを着込み、ギターに長いコードをつないで練り歩くなど派手なものだったという。

## 来歴
ミシシッピ州グリーンウッド生まれ。出生名は、エディー・リー・ジョーンズ。1949年にニューオーリンズに移住しヒューイ・"ピアノ"・スミスと活動するようになった。
1951年にインペリアル、続く1952年にJ-Bからレコードをリリースしたのち、1953年にスペシャルティと契約する。同年、彼の代表曲となった「Things That I Used to Do」をリリースするが、これがR&Bチャート第1位を記録するヒットとなった。この曲は、後にスティーヴィー・レイ・ヴォーンも吹き込んでいる。同レーベルでは、スリムのアイドルだったクラレンス・"ゲイトマウス"・ブラウンの「Gatemouth Boogie」にヒントを得た自己紹介的内容の「Guitar Slim」、「Something to Remember You By」、「Suffering Mind」などの曲を含む8枚のシングルをリリースした。
飲酒などが原因で徐々に体調を崩す。1956年にはアトコと契約、レコーディングを続けるものの、スペシャルティの頃の勢いは既に失われつつあった。
1958年までレコーディングを続け、1959年に公演先のニューヨークで肺炎のため32歳で死去した。彼の影響は、没後もバディ・ガイ、アール・キング、デューク・ロビラードなど数多くのプレイヤーに受け継がれている。

## ディスコグラフィー
- 1964年 Things That I Used to Do (Specialty)
- 1996年 Atco Sessions (Atlantic)